# Buda de Toluvila
El Buda de Toluvila es una estatua sediente de Buda descubierta en 1900 en Anuradhapura, Sri Lanka, que data del siglo IV o V. Tallada en granito, es una de las esculturas mejor conservadas del país y es similar a la estatua Samadhi también en Anuradhapura. Algunas de sus características indican que pudo haber sido influenciada por la Escuela Mathura. Se conserva en el Museo nacional de Colombo.

## Apariencia
La estatua es considerada una obra maestra y, junto con la estatua de Samadhi en Anuradhapura, uno de los mejores ejemplos del antiguo arte escultórico de Sri Lankay también una de las imágenes de Buda mejor conservadas que se han encontrado en el país. Está tallada en un solo bloque de granito y se parece mucho a la estatua de Samadhi, aunque es un poco más pequeña. Mide 1,8 metros de altura y muestra al Buda sentado con las piernas cruzadas y las manos juntas en meditación, forma de sentarse que se conoce como weerasana; representando el dhyana mudra. La distancia entre los hombros es de 1 metro, mientras que las rodillas están separadas 1,8 metros.
Mientras que muchas otras estatuas de Buda del mismo período tienen los lóbulos de las orejas largos y colgantes, la estatua de Toluvila carece de esta característica. Otra característica inusual son las tres líneas talladas en la parte frontal del cuello que se cree que fueron influenciadas por la Escuela Mathura de la India. Es posible que las imágenes de Buda sentado, como la encontrada en el templo Wat Phra Borom That en Chaiya, Tailandia, hayan sido influenciadas hasta cierto punto por estatuas del período Anuradhapura como esta estatua de Toluvila.

## Historia
Los historiadores creen que se remonta a la última parte del período Anuradhapura, concretamente al siglo VI o V. Fue encontrada en 1900 durante unas excavaciones arqueológicas realizadas en el pueblo de Toluvila en Anuradhapura por el arqueólogo Harry Charles Purvis Bell, y según él, fue el mejor objeto histórico encontrado en Anuradhapura. y se exhibe directamente frente a la entrada principal del edificio.